# Saint-Laurent-de-Chamousset
Saint-Laurent-de-Chamousset ist eine französische Gemeinde im Kanton L’Arbresle, im Arrondissement Lyon, im Département Rhône und in der Region Auvergne-Rhône-Alpes. 
In Saint-Laurent-de-Chamousset leben 1.950 Einwohner (Stand 1. Januar 2022) auf einer Fläche von 17,25 km².

## Geografie
Saint-Laurent-de-Chamousset liegt 30 km westlich von Lyon auf einer Höhe zwischen 384 und 691 Metern.

## Politik
Von 1793 bis zur landesweiten Neuordnung der französischen Kantone 2015 war die Gemeinde Hauptort des Kantons Saint-Laurent-de-Chamousset.
Gewählter Bürgermeister für die Jahre 2008 bis 2014 ist Lucien Vial. 

## Sehenswürdigkeiten
- Château de Chamousset
- Château de la Bourdelière
- Chapelle de St Bonnet

## Bevölkerungsentwicklung
| Jahr                       | 1962 | 1968 | 1975 | 1982 | 1990 | 1999 | 2007 | 2009 |
| Einwohner                  | 1307 | 1313 | 1356 | 1406 | 1558 | 1903 | 1856 | 1842 |
| Quellen: Cassini und INSEE |      |      |      |      |      |      |      |      |

## Persönlichkeiten
- Jean Montmain (1888–1915), Kunstflieger
- Gabriel-Marie-Joseph Matagrin (1919–2004), römisch-katholischer Geistlicher, Bischof von Grenoble